# Conjectura de Littlewood
A Conjectura de Littlewood, na matemática, é um problema em aberto, formulado por J. E. Littlewood por volta de 1930. Afirma que, para quaisquer dois números reais {\displaystyle \alpha } e {\displaystyle \beta }:
{\displaystyle \lim _{n\to \infty }\ n\,\Vert n\alpha \Vert \,\Vert n\beta \Vert =0,}
onde ||x|| é a distância de x ao inteiro mais próximo.